# 小澤英明
小澤 英明（おざわ ひであき、1974年3月17日 - ）は、茨城県行方市（旧・行方郡北浦町）出身の元プロサッカー選手。ポジションはゴールキーパー（GK）。

## 来歴
北浦中学校2年生の時に全国中学校体育大会に出場した。水戸短大附属高校卒業後は地元の鹿島アントラーズに入団。古川昌明の前に出場機会に恵まれなかったが、1994年11月にJリーグ出場初出場。無失点勝利に貢献した。アトランタオリンピックに臨むU-23日本代表で監督を務める西野朗からは体格の良さや向上心を買われ、同代表候補の川口能活とポジションを争っていたが、椎間板ヘルニアの悪化により代表を辞退した。
1997年、腰の手術を勧める鹿島のスタッフと対立しシーズン途中に自主退団。アメリカに渡ってリハビリと体幹のトレーニングに励んだ。
1998年10月、横浜マリノス（現横浜F・マリノス）に加入。しかし横浜Mには既にA代表にも入っていた川口が正GKとして定着していたため出場機会は乏しく、2000年3月から8月にはセレッソ大阪へ期限付き移籍。下川誠吾からポジションは奪えなかったが、天皇杯3試合に出場した。
2001年にFC東京に移籍。半月板の故障で出遅たこともあって正GK土肥洋一からポジションを奪えず、この年は大量得点でリードした2試合に出場（うち1試合は終盤に途中出場）。2002年は負傷によりシーズン終盤までベンチ入りもできなかった。しかし、この間に精神面や戦術面で得たものは少なくなく浜野征哉GKコーチからは試合展開に左右されず相手選手に対して精神的優位に立てる点を高く評価されていた。2003年は土肥の負傷によりプレシーズンマッチやリーグ開幕前のカップ戦で先発出場を続け、好セーブを見せていたが、リーグ開幕戦で土肥が復帰し、以降はベンチ入りを続けるにとどまった。同年限りで退団。
2004年、7年ぶりに鹿島に復帰。曽ヶ端準の前に出場機会は少なかったが、2006年シーズンは曽ヶ端の負傷を受けてリーグ戦12試合に出場し、ナビスコカップ準々決勝G大阪戦ではビッグセーブでゴールを死守した。曽ヶ端の復帰後は再び控えに回ったが、いつ出番が来ても良いように日々備え、ベンチ入りを続けた。2009年10月17日に行われたJ1第29節磐田戦で立石智紀の記録を抜くベンチ登録252試合の最多記録を樹立した。鹿島からは契約延長を打診されていたものの、これを固辞し同年限りで退団。
子供の頃からの夢だった海外でのプレーを目指して南米に渡り、2010年2月17日よりパラグアイのリーガ・パラグアージャに所属するスポルティボ・ルケーニョに加入。この海外移籍に至るまで、Jリーグが開幕した1993年から国内1部リーグのみでプレーしていた唯一の選手だった。不慣れな環境と日本人蔑視に苦しめられたが、同年10月に就任したカルロス・ハラ監督とハシント・ロドリゲスGKコーチからは偏見無く能力を評価され、11月12日のオリンピア・アスンシオン戦でリーグ戦初出場。
2011年4月8日、アルビレックス新潟に加入。6月30日に行われたJ1第16節仙台戦終了間際、負傷した東口順昭に代わって途中出場し、4年ぶりのリーグ戦出場を果たした。東口の復帰後は再び控えに回ったが、8月に東口が再離脱して以降は武田洋平とポジションを争いつつ、最終的にはキャリア最多となる公式戦20試合に出場した。2012年はリーグ開幕戦こそ黒河貴矢が先発出場したものの、第2節から第4節までの間スタメンに復帰。第5節からは東口が復帰し、リーグ戦出場はこの3試合に留まった。同年限りでの新潟退団を決めていたため、契約非更新の通知を受けた後は、非更新の理由を聞く事無くクラブを離れている。
2013年は所属チームの無い中、一人コンディション調整を続けた。タイ・プレミアリーグやJ1クラブからのオファーを受けていたが、いずれも断り、12月に特例でJリーグ合同トライアウトに出場。
2014年、千葉県成田市にサッカースクール「Arqueros」を開校。

## 所属クラブ
ユース経歴
- 1980年 - 1985年 北浦村立津澄小学校
- 1986年 - 1988年 北浦村立北浦中学校
- 1989年 - 1991年 水戸短大附属高校 (現 水戸啓明高等学校)

プロ経歴
- 1992年 - 1997年7月  鹿島アントラーズ
- 1998年10月 - 2000年  横浜マリノス / 横浜F・マリノス
  - 2000年3月-2000年8月  セレッソ大阪 (期限付き移籍)

- 2001年 - 2003年  FC東京
- 2004年 - 2009年  鹿島アントラーズ
- 2010年  スポルティボ・ルケーニョ
- 2011年4月 - 2012年  アルビレックス新潟

## 個人成績
| 国内大会個人成績 | 国内大会個人成績 | 国内大会個人成績 | 国内大会個人成績 | 国内大会個人成績 | 国内大会個人成績          | 国内大会個人成績 | 国内大会個人成績 | 国内大会個人成績 | 国内大会個人成績 | 国内大会個人成績 | 国内大会個人成績 |
| 年度             | クラブ           | 背番号           | リーグ           | リーグ戦         | リーグ戦                  | リーグ杯         | リーグ杯         | オープン杯       | オープン杯       | 期間通算         | 期間通算         |
| 年度             | クラブ           | 背番号           | リーグ           | 出場             | 得点                      | 出場             | 得点             | 出場             | 得点             | 出場             | 得点             |
| 日本             | 日本             | 日本             | 日本             | リーグ戦         | リーグ戦                  | リーグ杯         | リーグ杯         | 天皇杯           | 天皇杯           | 期間通算         | 期間通算         |
| ---------------- | ---------------- | ---------------- | ---------------- | ---------------- | ------------------------- | ---------------- | ---------------- | ---------------- | ---------------- | ---------------- | ---------------- |
| 1992             | 鹿島             | -                | J                | -                | -                         | 0                | 0                | 0                | 0                | 0                | 0                |
| 1993             | 鹿島             | -                | J                | 0                | 0                         | 0                | 0                | 0                | 0                | 0                | 0                |
| 1994             | 鹿島             | -                | J                | 3                | 0                         | 0                | 0                | 1                | 0                | 4                | 0                |
| 1995             | 鹿島             | -                | J                | 0                | 0                         | -                | -                | 0                | 0                | 0                | 0                |
| 1996             | 鹿島             | -                | J                | 0                | 0                         | 0                | 0                | 0                | 0                | 0                | 0                |
| 1997             | 鹿島             | 30               | J                | 0                | 0                         | 0                | 0                | 0                | 0                | 0                | 0                |
| 1998             | 横浜M            | 31               | J                | 0                | 0                         | 0                | 0                | 0                | 0                | 0                | 0                |
| 1999             | 横浜FM           | 21               | J1               | 2                | 0                         | 0                | 0                | 1                | 0                | 3                | 0                |
| 2000             | 横浜FM           | 21               | J1               | 0                | 0                         | 0                | 0                | 0                | 0                | 0                | 0                |
| 2000             | C大阪            | 28               | J1               | 0                | 0                         | 3                | 0                | 0                | 0                | 3                | 0                |
| 2000             | 横浜FM           | 21               | J1               | 0                | 0                         | 0                | 0                | 0                | 0                | 0                | 0                |
| 2001             | FC東京           | 22               | J1               | 1                | 0                         | 1                | 0                | 0                | 0                | 2                | 0                |
| 2002             | FC東京           | 22               | J1               | 0                | 0                         | 0                | 0                | 0                | 0                | 0                | 0                |
| 2003             | FC東京           | 22               | J1               | 0                | 0                         | 2                | 0                | 0                | 0                | 2                | 0                |
| 2004             | 鹿島             | 1                | J1               | 4                | 0                         | 1                | 0                | 0                | 0                | 5                | 0                |
| 2005             | 鹿島             | 1                | J1               | 0                | 0                         | 1                | 0                | 0                | 0                | 1                | 0                |
| 2006             | 鹿島             | 1                | J1               | 12               | 0                         | 8                | 0                | 0                | 0                | 20               | 0                |
| 2007             | 鹿島             | 1                | J1               | 3                | 0                         | 0                | 0                | 0                | 0                | 3                | 0                |
| 2008             | 鹿島             | 1                | J1               | 0                | 0                         | 0                | 0                | 0                | 0                | 0                | 0                |
| 2009             | 鹿島             | 1                | J1               | 0                | 0                         | 0                | 0                | 0                | 0                | 0                | 0                |
| パラグアイ       | パラグアイ       | パラグアイ       | パラグアイ       | リーグ戦         | リーグ戦                  | リーグ杯         | リーグ杯         | オープン杯       | オープン杯       | 期間通算         | 期間通算         |
| 2010 (en)        | ルケ             |                  | プリメーラ       | 4                | 0                         |                  |                  |                  |                  |                  |                  |
| 日本             | 日本             | 日本             | 日本             | リーグ戦         | リーグ戦                  | リーグ杯         | リーグ杯         | 天皇杯           | 天皇杯           | 期間通算         | 期間通算         |
| 2011             | 新潟             | 30               | J1               | 17               | 0                         | 1                | 0                | 2                | 0                | 20               | 0                |
| 2012             | 新潟             | 30               | J1               | 3                | 0                         | 1                | 0                | 2                | 0                | 6                | 0                |
| 通算             | 日本             | 日本             | J1               | 45               | 0                         | 18               | 0                | 6                | 0                | 69               | 0                |
| 通算             | パラグアイ       | パラグアイ       | プリメーラ       | 4                | 0\|\|\|\|\|\|\|\|\|\|\|\| |                  |                  |                  |                  |                  |                  |
| 総通算           | 総通算           | 総通算           | 総通算           | 49               | 0                         | 18               | 0                | 6                | 0                | 73               | 0                |

| 国際大会個人成績 | 国際大会個人成績 | 国際大会個人成績 | 国際大会個人成績 | 国際大会個人成績 |
| 年度             | クラブ           | 背番号           | 出場             | 得点             |
| AFC              | AFC              | AFC              | ACL              | ACL              |
| ---------------- | ---------------- | ---------------- | ---------------- | ---------------- |
| 2008             | 鹿島             | 1                | 0                | 0                |
| 2009             | 鹿島             | 1                | 0                | 0                |
| 通算             | AFC              | AFC              | 0                | 0                |

- 1994年11月9日：Jリーグ初出場 - 横浜フリューゲルス戦[4]
- 2010年11月12日：リーガ・パラグアージャ初出場 - 第19節オリンピア・アスンシオン戦 (エスタディオ・ディフェンソーレス・デル・チャコ)[33]

## 代表・選抜歴
茨城県選抜
- 1991年 - 国民体育大会サッカー競技

U-19日本代表
- 1992年 - U-19 アジアユース

U-23日本代表
- 1995年 - アトランタオリンピック予選